# Ибердус
Ибердус — село в Касимовском районе Рязанской области России. Административный центр Ибердусского сельского поселения.

## География
В 2 км от села протекает река Ока.
В 0,5 км расположено озеро Шомша. В самом селе берут начало два ручья, впадающие в озеро, вода в родниках питьевая, один родник расположен на южной окраине села, другой (Святой родник) на северо-восточной.
Высота над уровнем моря — 104 метра.

## История
Были исследованы две стоянки древнего человека каменного века. И сейчас здесь находят каменные наконечники и глиняные черепки.
Название Ибердус относится к многочисленной группе топонимов, продолжающих индоевропейскую основу *eibhr «река», и входит в ареал балтийской гидронимии на -ус Среднего Поочья.
Земли на которых расположен Ибердус в древности населяло финно-угорское плямя мещёра, впоследствии растворившееся в русской и эрзянской народности.
Территория на которой расположен Ибердус входила в состав Киевской Руси с конца IX века, с XI века- в состав Черниговского княжества, в XII-XIV веке — в состав Рязанского княжества, а в 1393 при Василии I эти земли вошли в состав Московского княжества .
В дальнейшем эта территория была на границе Московского княжества и зависимого от него Касимовского ханства существовавшего в 1452—1681 годах. Входил ли в этот период Ибердус в Касимовское ханство или в Московское княжество в точности не известно.
В Рязанских платежных книгах 1628-1630 г.г. Ибердус значится ещё деревнею, состоящей за Нелюбом Никоновым сыном Мухановых. А по окладным книгам 1674 года — уже селом с церковью Зачатия святого славного Пророка и Предтечи Крестителя Господня Иоанна, при которой показано : двор дьячка Панко Иванова, двор дьячка Матюшки Семенова, по их сказке у той церкви попа нет больше двадцати лет. Церковной пашни 2 четверти в поле, сена на 20 копен. В приходе к той церкви 5 дворов дворянских и детей боярских, крестьянских 7 дворов и бобыльских 3 двора..
Деревянная Зачатьевская церковь (с такою же колокольнею) была построена в 1722 г. на месте ранее сгоревшей.
В 1855 году с населением — 1805 чел. входил в состав Касимовского уезда.
Информация к концу XIX века : При церкви имеется библиотека, состоящая из 150 названий книг церковно-исторического и богословского содержания. В числе зданий, принадлежащих церкви, состоит деревянная лавка, сдаваемая в аренду. Церковной земли состоит под церковью и кладбищем 784 кв. сажени, под усадьбами 2 десятины, пахотной 39 десятин, под выгоном 9 десятин, под дровяным лесом 3 и под кустарником 2 десятины, неудобной под проселочной дорогой и оврагами 12 десятин, на каковую у прихожан имеется план и межевая книга. Земская школа в деревне Ибердус, в которой местный священник с 13 октября 1887 года состоит законоучителем. В состав прихода входят деревни Городищи (Тимохино) с 5 дворами, Степановка с 10 дворами, сельцо Отводная Дубровка с 22 дворами и деревня Ибердус при озере Баран с 355 дворами, в коих числится муж. пола 1124, жен. пола 1155, в том числе грамотных муж.пола 340, жен. пола 28..
С 1935 года по 1959 год село входило в состав не Касимовского, а Бельковского района.
В нынешнее время на территории села располагается колхоз «Животновод».
В годы Великой Отечественной войны из Ибердусского сельского совета на фронт ушли 800 человек, и только 400 вернулись домой.Также во время ВОВ в окрестностях села располагался запасной ложный аэродром.

### Рябцевы
Именно из села Ибердус начался священнический род Рябцевых, к известным представителям которого относятся:
— Константин Иванович Рябцев- русский военачальник, полковник русской армии (1917), правый эсер. В октябре 1917 года — командующий войсками Московского округа и участник сопротивления вооружённому восстанию большевиков в Москве.
-Священномученик Матфий Касимовский (Матвей Михайлович Рябцев)(1871—1918 г.г.), Решением Святейшего Священного Синода от 27 декабря 2000 года священник Матфий Рябцев присоединён к Собору новомучеников и исповедников Российских, прославленных Архиерейским Собором 20 августа 2000 года. Память священномученика Матфия пресвитера Касимовского, клирика Вознесенского собора и первомученика Касимовского — 14 ноября.
В 1821 году эта фамилия была дана 9-летнему мальчику Гавриилу «Касимовской округи села Ибердуса Предтеченской церкви умершего дьякона Алексея Галактионова сыну», принятому на обучение в Касимовское духовное училище. Отец его в метрических книгах села Ибердус значился диаконом в 1811—1813 года, но без фамилии, а до служения диаконом был «Касимовского Духовного правления сторожем». До него в течение нескольких десятилетий в том же храме того села служил диаконом Галактион Ерофеев, тоже без фамилии. В 1820-е годы, по распоряжению Императора Александра I, всем священнослужителям присваивались фамилии для повышения их престижа перед бесфамильными крестьянами. Можно с уверенностью считать диакона Галактиона Ерофеева из села Ибердус родоначальником семьи Рябцевых в Касимовском уезде Рязанской епархии. Тем более, что имя Галактион достаточно редкое..

## Население
| 1859 | 1897  | 1906  | 2010 |
| ---- | ----- | ----- | ---- |
| 1805 | ↘1776 | ↗2236 | ↘424 |

## Объекты социальной сферы
- общеобразовательная школа[9]
- фельдшерско-акушерский пункт
- сельский клуб
- библиотека
- храм Зачатия Иоанна Предтечи (1907 г.)
- мемориал погибшим в войнах жителям Ибердуса

## Галерея
- Колодец на святом роднике
- Святой родник
- Храм зачатия Иоана Предтечи (2014)
- Храм зачатия Иоана Предтечи
- Улица
- Улица
- Озеро Шомша около Ибердуса
- Озеро Шомша около Ибердуса